# El Negrell
El Negrell és una muntanya de 1.345 metres que es troba al municipi de la Sénia, a la comarca del Montsià. Al cim hi ha un vèrtex geodèsic (referència 242157001).
Aquest cim està inclòs a la Llista dels 100 cims de la FEEC.